# Coccygodes alacer
Coccygodes alacer är en stekelart som först beskrevs av Tosquinet 1896.  Coccygodes alacer ingår i släktet Coccygodes och familjen brokparasitsteklar. Inga underarter finns listade i Catalogue of Life.